# Gonzaguinha da Vida
Gonzaguinha da vida é o sétimo Long Play (LP) do cantor e compositor brasileiro Luiz Gonzaga do Nascimento Júnior, também conhecido como Gonzaguinha. Foi lançado em 1979 e apresenta participações dos cantores Djavan e Nana Caymmi, além de um dueto com seu pai, Luiz Gonzaga, que toca a sanfona na música "A vida do viajante". 
As fotos da capa e da contracapa foram tiradas por Wilton Montenegro durante um passeio com Gonzaguinha pelo Rio de Janeiro. O fotógrafo deu a ideia após sentir que o disco trazia uma série de crônicas urbanas.

## Lista de faixas do LP
| N.º | Título                                                                                  | Compositor(es)                    | Duração |  |
| 1.  | "João do Amor Divino"                                                                   | Luiz Gonzaga do Nascimento Júnior |         |  |
| 2.  | "Com a perna no mundo" (com Djavan)                                                     | Nascimento Jr.                    |         |  |
| 3.  | "Diga lá, coração" (Música incidental: Espere por mim, morena)                          | Nascimento Jr.                    |         |  |
| 4.  | "Por um segundo" (com Nana Caymmi)                                                      | Nascimento Jr.                    |         |  |
| 5.  | "Artistas da vida"                                                                      | Nascimento Jr.                    |         |  |
| 6.  | "O preto que satisfaz"                                                                  | Nascimento Jr.                    |         |  |
| 7.  | "Explode coração"                                                                       | Nascimento Jr.                    |         |  |
| 8.  | "Desenredo (G.R.E.S. Unidos do Pau Brasil)"                                             | Ivan Lins, Nascimento Jr.         |         |  |
| 9.  | "O trem (Você se lembra daquela nêga maluca que desfilou nua pelas ruas de Madureira?)" | Nascimento Jr.                    |         |  |
| 10. | "Vida de viajante" (Música incidental: A vida do viajante)                              | Nascimento Jr.                    |         |  |
| 11. | "Galopando" (Música incidental: Galope)                                                 | Nascimento Jr.                    |         |  |
| 12. | "A vida do viajante" (com Luiz Gonzaga)                                                 | Hervê Cordovil, Luiz Gonzaga      |         |  |

A versão do álbum em CD de 1997, vem com a faixa bônus "Mundo novo, vida nova", também composta por Gonzaguinha.